# 스마트폰을 떨어뜨렸을 뿐인데
《스마트폰을 떨어뜨렸을 뿐인데》(일본어: スマホを落としただけなのに)는 시가 아키라의 장편 추리소설이다. 제15회 이 미스터리가 대단하다 히든카드상 수상작인 《패스워드》(パスワード)에 가필하여 출간한 것이다. 대한민국에는 북플라자에서 출간되었고 역자는 김성미이다.

## 시놉시스
한 남자가 스마트폰에서 걸려 온 전화를 받는다. 스마트폰은 전날 택시에서 누군가가 떨어뜨린 것을 주워온 것이었다. 전화를 걸어온 '이나바 아사미'에게 매력을 느낀 남자는 돌려주기 전에 스마트폰에 조작 프로그램을 심은 뒤 돌려준다. 스마트폰을 돌려받은 아사미는 주인인 남자친구 도미타에게 돌려준다. 그리고 남자는 도미타의 스마트폰 데이터를 이용해 아사미의 개인 정보에 접근하기 시작한다. 같은 시기, 가나가와현의 산속에서 백골의 여자 시체가 연달아서 발견된다. 관할서의 부스지마 형사는 연쇄살인범의 소행으로 여기고 수사에 착수한다.

## 등장인물

### A 파트
- 남자(男): 우연히 택시에서 스마트폰을 주웠다가 이나바 아사미의 사진을 보고 반해버린 뒤, 그녀를 손에 넣기로 한다. 어릴 적 어머니의 사랑을 받지 못하고 방치와 학대를 경험하였고, 어머니와 비슷한 흑발의 긴머리 여성에게 집착하게 되었다. 허스키한 목소리의 소유자이고, 상당한 실력의 해커이며 다크 웹을 통해 여러 불법적인 정보를 얻고 있다.
- 미야모토 마유(宮本まゆ): 첫 번째 희생자로 검은 머리의 출장 마사지 업소 여성. 하카타 출신의 시골 여자이지만 밝은 성격으로 손님들에게 인기가 많았다. 곧 남자의 애정의 대상이 되었으나 남자가 돈을 지불하지 못하자 그를 매몰차게 거절하였다.
- 니시노 마나미: '남자'의 희생자 중 한 명으로, 남자가 현재 살고 있는 집의 주인이었다. 남자는 그녀를 죽인 후에도 시골에 있는 부모님에게 위조 메시지를 보내 살아있는 것으로 위장하고 있었다.

### B 파트
- 이나바 아사미(稲葉麻美): 흑발의 긴머리를 가진 미모의 여성. 나이는 30대 초반이다. 명문인 'R대학'을 졸업 후 취직하였으나 현재는 계약직을 전전하고 있으며 지금 일하는 곳은 '하나야마 상사'. 본가는 돗토리현에 있는데, 부모님과의 사이는 좋지 않다. SNS를 전혀 하지 않고 있다가
- 도미타 마코토(富田誠): 아사미의 남자친구로 대기업의 가전제품 회사 영업부에 근무하고 있다. 교제 1년차. 순진하고 씀씀이가 헤프며, 보안의식도 거의 없다. 아사미에게 청혼한 상태이지만, 아사미는 어리숙한 그의 행동 때문에 고민하고 있다. 모교인 'H대학'은 아사미가 나온 'R대학'보다 급이 낮은 학교라고 한다.
- 다케이 유야(武井雄哉): 아사미가 대학생 때 처음 사귀었던 남자친구. 현재는 'M상사'에 근무하며, 카타르에서 천연가스 개발 프로젝트를 추진하고 있다고 한다. 대학 때부터 유명한 플레이보이였다. SNS를 통해 아사미와 재회하고는 아사미에게 청혼할 의사를 드러낸다.
- 고야나기 마모루(小柳守): 도미타와 같은 회사의 인사부 소속 직원이다. 영화 팬인 듯하며 아사미의 친구 승인을 받은 뒤로 계속해서 추파를 보낸다.
- 우라노 요시하루(浦野善治): 도미타의 스마트폰이 랜섬웨어에 감염되었을 때, 아사미의 대학 동기가 보내 준 보안 전문가. 나중에 아사미의 컴퓨터가 랜섬웨어에 감염되어 누드 사진이 유출되었을 때도 컴퓨터를 고쳐주고 직접 범인과 담판을 지어 사건을 해결해주었다.
- 카나코(加奈子): 아사미의 대학 동기로, 같은 회사에서 근무한 이후에 친해졌다. 아키타현 출신의, 아사미와 마찬가지의 시골 여자. 아사미와는 달리 SNS를 적극적으로 활용하고 있다. 독신이었다가, 다케이의 직장 동료인 아스퍼거 증후군 환자 '데즈카'와 연인이 된다. 머리 모양은 갈색의 웨이브 머리.
- 야마모토 미나요(山本美奈代): 아사미의 대학 동기이자 룸메이트였으며 그녀 또한 다케이의 연인 중 한 사람이었다. 아사미와는 비슷한 외견에 늘 붙어다녔는데, 성인 비디오에 출연했다는 소문이 돌았고 결국 자살하였다.

### C 파트
- 부스지마 토오루(毒島徹): 가나가와 현경 수사과 형사. 단자와산에서 발견된 여성의 유골들을 연쇄살인범의 소행이라 보고 수사한다. 중년의 독신자로 미술 교사였던 어머니 덕분에 그림 실력이 뛰어나다(이를 수사에 활용하고 있다). 상경한 뒤 고향의 어머니에게 소홀하였다가, 고독사로 혼자 돌아가시게 한 경험이 있어 수사에 열의를 불태우고 있다.
- 카가야 마나부(加賀谷学): 부스지마 형사의 조수. 유도 유단자라고 한다.
- 사이토: 수사과 본부장.
- 이케가미 사토코(池上聡子): 처음으로 신원이 특정된 피해자 여성. 도호쿠 시골에서 상경하여 이케부쿠로의 출장 마사지 업소에서 일하고 있었다가, 반년 전 실종되었다.
- 하타노 아츠시: 사건 용의자. 사건 현장에 빨간 렌터카를 끌고 나타났었다.
- 오오야마 테츠지: 용의자였던 20대 남성. 하타노 아츠시의 위조 면허증을 가지고 있었다.

## 평가
《아빠와 딸의 7일간》의 원작자로 알려진 작가 이가라시 타카히사는 이 작품이 보여주는 디테일한 현실감과 풍성한 서스펜스를 들어 극찬하였다. 권말에 실린 서평에서 그는 '속도감 있는 전개, 유머 가득한 문체, 머릿속에서 영상이 떠오르게 만드는 이미지 환기력, 현대 사회를 살아가는 동시대성'으로 작품의 강점을 압축하였다. 특히 범인이 전혀 상관 없는 타인인 아사미를 찾아내어 손아귀에 넣는 일련의 사실적인 묘사와 인간의 사이버 세상에서의 욕구를 언급하였다.

## 영화
2018년에 영화화되었다. 감독은 나카타 히데오, 주연은 키타가와 케이코, 다나카 케이 등이 맡았다.

### 출연
주연
- 키타가와 케이코 - 이나바 아사미 역
- 다나카 케이 - 도미타 마코토 역
- 치바 유다이 - 카가야 마나부 역
- 나리타 료 - 우라노 요시하루 역

조연
- 카나메 준 - 타케이 유사이 역
- 바카리즈무 - 코야나기 마모루 역
- 타카하시 메리준 - 스기모토 카나코 역
- 하라다 타이조 - 부스지마 토루 역